# Другу також варто придбати
«Другу також варто придбати» — апокаліптичний роман українського письменника і кінорежисера Олега Сенцова, написаний у в'язниці в Якутії і виданий 2020 року «Видавництвом Старого Лева». Оригінальна мова твору російська, переклав на українську Сергій Осока. Дизайн обкладинки Івана Шкоропада.

## Про книжку
Джим Гаррісон, головний герой книжки, господар дому, сидить у вбиральні й гортає майже «підпільні» журнальчики, його дружина — готує сніданок… Це мав бути звичайний день звичайних людей, та зненацька у місто розпочинається вторгнення: з глибин космосу, небайдужого до долі людської цивілізації, прилетів… рай. А хто ж не мріє про щасливий контакт із позаземним розумом і не вірить, що вищий інтелект — однозначно добрий? Навіть якщо його представники схожі на ящірок і прагнуть навернути землян — заради їхнього ж спасіння — до природного життя, а їхні методи щодалі більше нагадують «аборигенам» найстрашніші моменти земної історії…
Олег Сенцов розповідає про роботу над своїм другим романом «Другу також варто придбати»:
«Роман „Другу також варто придбати“ був задуманий в межах трилогії, коли я ще писав свій перший роман „Купіть книгу — вона смішна“. Тоді, в 2010 році, я не думав, що мої книги будуть видані, тим більше написані в такому несерйозному стилі. Але я пообіцяв собі, що якщо перший роман колись буде виданий і матиме більше 18-ти читачів, то я напишу другий, а потім, можливо, і третій. Уже перебуваючи в ув'язненні, на той момент в північному якутському таборі в 2017 році, я дізнався, що моя книга видана, і почав отримувати позитивні відгуки від простих читачів. Тому я розпочав роботу над другою книгою. Працюючи щодня, написав її приблизно за 3 місяці — на щастя, часу у в'язниці достатньо. Через два роки, на початку 2019-го, я зробив другу редакцію і відправив чистовик на волю, оскільки не знав, скільки ще мені доведеться перебувати за ґратами».